# ASB Classic 2003
Auckland Open 2003 (також відомий як ASB Classic за назвою спонсора) -  тенісний турнір, що проходив на відкритих кортах з твердим покриттям ASB Tennis Centre в Окленді (Нова Зеландія). Належав до Туру WTA 2003. Це був 18-й за ліком ASB Classic. Тривав з 30 грудня 2002 до 5 січня 2003 року. Друга сіяна Елені Даніліду здобула титул в одиночному розряді й отримала 22 тис. доларів США.

## Очки і призові

### Нарахування очок
| Дисципліна       | П  | Ф  | ПФ | ЧФ | 1/8 | 1/16 | Q    | Q3  | Q2  | Q1  |
| Одиночний розряд | 95 | 67 | 43 | 24 | 12  | 1    | 5.5  | 3.5 | 2   | 1   |
| Парний розряд    | 95 | 67 | 43 | 24 | 1   | Н/Д  | 6.25 | Н/Д | Н/Д | Н/Д |

### Призові гроші
| Дисципліна       | П       | Ф       | ПФ     | ЧФ     | 1/8    | 1/16   | Q3   | Q2   | Q1   |
| Одиночний розряд | $22,000 | $12,000 | $6,300 | $3,400 | $1,825 | $1,000 | $550 | $300 | $175 |
| Парний розряд *  | $6,500  | $3,475  | $1,850 | $1,000 | $550   | Н/Д    | Н/Д  | Н/Д  | Н/Д  |

* на пару

## Учасниці основної сітки в одиночному розряді

### Сіяні учасниці
| Країна     | Гравчиня           | Рейтинг1 | Сіяна |
| ---------- | ------------------ | -------- | ----- |
| Ізраїль    | Анна Пістолезі     | 16       | 1     |
| Греція     | Елені Даніліду     | 22       | 2     |
| Росія      | Тетяна Панова      | 23       | 3     |
| Люксембург | Анна Кремер        | 25       | 4     |
| Аргентина  | Паола Суарес       | 27       | 5     |
| Аргентина  | Кларіса Фернандес  | 31       | 6     |
| Словаччина | Жанетта Гусарова   | 33       | 7     |
| Словенія   | Катарина Среботнік | 36       | 8     |

1 Рейтинг подано станом на 16 грудня 2002.

### Інші учасниці
Нижче наведено учасниць, які отримали вайлдкард на участь в основній сітці:
- Ліенн Бейкер
- Шеллі Стефенс

Нижче наведено гравчинь, які пробились в основну сітку через стадію кваліфікації:
- Асагое Сінобу
- Ешлі Гарклроуд
- Ципора Обзилер
- Рената Ворачова

## Учасниці основної сітки в парному розряді

### Сіяні пари
| Країна   | Гравчиня       | Країна   | Гравчиня                   | Рейтинг1 | Сіяна |
| -------- | -------------- | -------- | -------------------------- | -------- | ----- |
| Зімбабве | Кара Блек      | Росія    | Олена Лиховцева            | 19       | 1     |
| Словенія | Тіна Кріжан    | Словенія | Катарина Среботнік         | 60       | 2     |
| Італія   | Ріта Гранде    | Іспанія  | Марія Хосе Мартінес Санчес | 129      | 3     |
| Греція   | Елені Даніліду | Австрія  | Патріція Вартуш            | 134      | 4     |

1 Рейтинг подано станом на 16 грудня 2002.

### Інші учасниці
Нижче наведено пари, які отримали вайлдкард на участь в основній сітці:
- Ванесса Генке /  Шеллі Стефенс

Нижче наведено пари, що пробились в основну сітку через стадію кваліфікації:
- Ліенн Бейкер /  Маніша Малхотра

## Фінальна частина

### Одиночний розряд
Елені Даніліду —  Чо Юн Чон, 6–4, 4–6, 7–6(7–2)
- Для даніліду це був 1-й титул в одиночному розряді за сезон і 2-й - за кар'єру.

### Парний розряд
Терін Ешлі /  Абігейл Спірс —  Кара Блек /  Олена Лиховцева, 	6–2, 2–6, 6–0
- Це був перший титул в парному розряді за кар'єру і для Ешлі, і для Спірс.